# Бьянкетти, Маттео
Маттео Бьянкетти (итал. Matteo Bianchetti; род. 17 марта 1993, Комо) — итальянский футболист, защитник и капитан клуба «Кремонезе».

## Карьера
Уроженец Комо. Начинал футбольную карьеру в местной академии «Либертас Сан-Бартоломео». В молодёжной карьере он играл в академиях клубов «Комо» и «Интернационале».
Некоторое время он вызывался в основной состав «Интернационале», но он не выходил на поле.
В начале 2013 года он отправился в аренду в «Верону», а уже в июне клуб подписал трёхлетний контракт с Бьянкетти.
25 июня 2015 года «Верона» объявила о выкупе 100 % прав на Бьянкетти у «Интернационале».
17 августа 2019 года Бьянкетти на правах свободного агента перешёл в «Кремонезе».